# Rhabdogaster theroni
Rhabdogaster theroni là một loài ruồi trong họ Asilidae. Rhabdogaster theroni được Londt miêu tả năm 2006. Loài này phân bố ở vùng nhiệt đới châu Phi.